# バタク (ブルガリア)
座標: 北緯42度2分 東経24度18分 / 北緯42.033度 東経24.300度

バタク
Батакバタク ブルガリア内のバタクの位置

バタク（ブルガリア語: Ба̀так / Batak）はブルガリア南西部の町、およびそれを中心とした基礎自治体。パザルジク州に属する。ペシテラにほど近い。バタク自治体には、バタクとその他2つの村から成っている。

## 地理

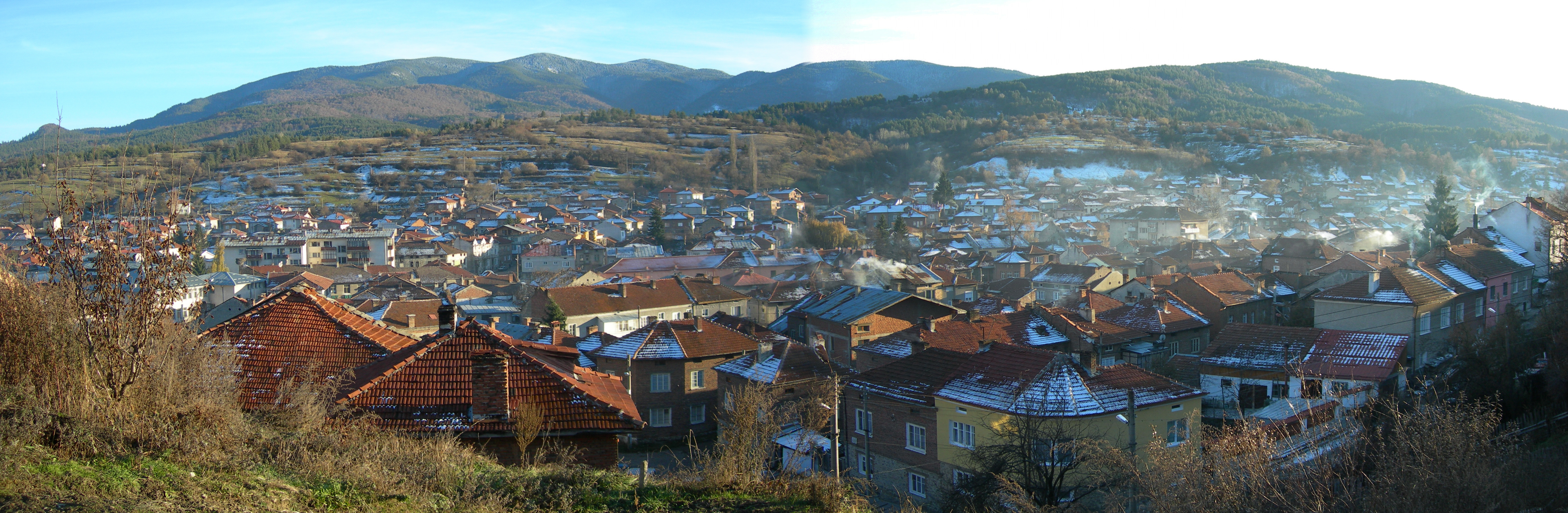
パノラマ画像

バタクはロドピ山脈の北西の傾斜の上に位置し、標高は1036メートルとなっている。周囲は、樹齢100年を越すマツやモミの木の森に覆われた山々の峰に取り囲まれている。気候は大陸性であるが、南からの温暖な風の影響を受けている。バタクは1964年に公式に町（град）となった。バタクの町の人口は4千人を下回っている。バタク自治体は、面積においてブルガリアで最大級の基礎自治体であり、その面積は667平方キロメートルにのぼり、パザルジク州の15%を占める。また、人口密度の少ない自治体であり、その中にはバタクの町のほかには2つの村フォティノヴォ（Фотиново / Fotinovo）およびノヴァ・マハラ（Нова махала / Nova Mahala）があるのみである。自治体の面積の90%は濃密な森に覆われている。
バタクの町はペシテラの南15キロメートル、パザルジク州の州都であるパザルジクからは南に33キロメートルにある。最寄の鉄道駅はペシテラにある。

## 歴史

### 古代

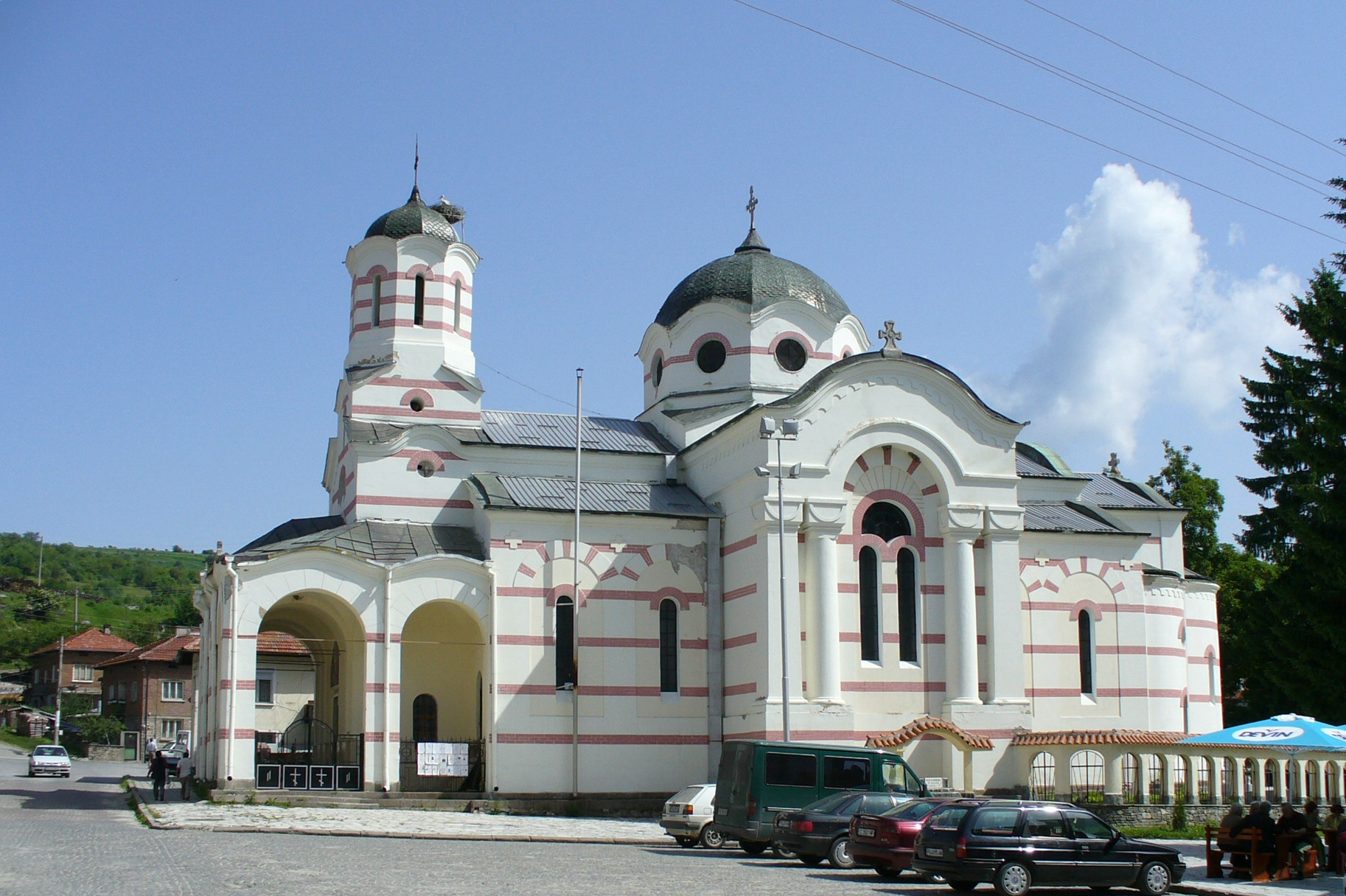
正教会の聖堂

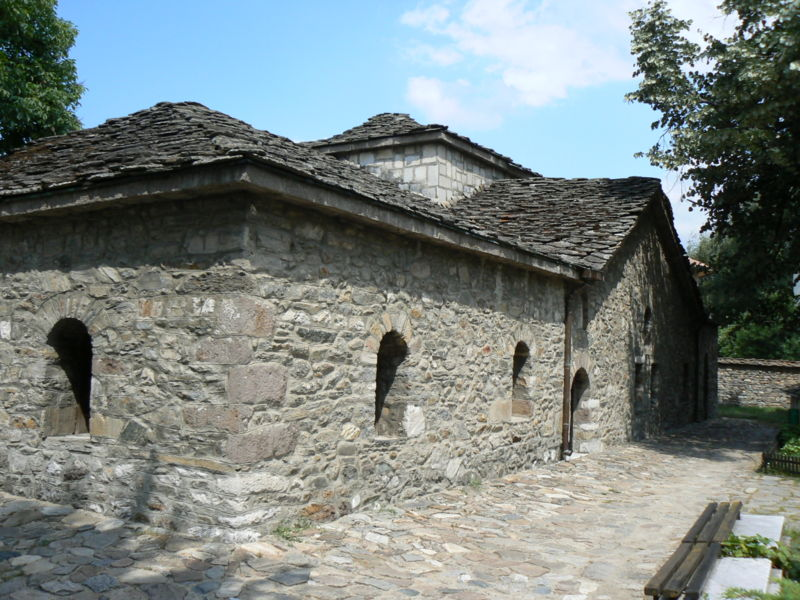
正教会の聖堂

バタクにはこの地域で最も古い部類の考古学的遺跡が残されている。旧石器時代の物品が1958年に発見された。道具、陶磁器、装飾具、サイの骨などが見つかり、第四紀はより温暖であったことが確認された。20の古代トラキア、トラキア・ローマ、ビザンティン、スラヴ人の要塞や聖堂、修道院、トラキア人の墳墓、ローマ人の橋、鉱山、製粉所、その他の考古学的な遺産が登録されている。

### 初期の居住者と中世
歴史的資料の欠如のため、バタクの正確な起源は知られていない。かつては、チェピノ渓谷（Чепинска котловина / Chepino Valley）で16世紀に起こったイスラム教への集団強制改宗から逃れるためにブルガリア人が移り住んだのが起源であると見られていた。しかし、バタクの集落はそれよりもはるかに古いため、この説は棄却されている。この説の裏づけとされたのは、バタクの人々によって建造されたクリチム修道院（クリチム生神女修道院）の泉に刻まれた1592年の年号や、バタクの人々についての言及のある、封建領土についてのスレイマン1世（1520年-1566年）の命令書などであった。
バタクの呼称もまた、その起源は知られていない。伝説によると、ツェピノ族（Tsepino）の首領バトイ（Batoy）に由来するとされる。歴史学者のヨルダン・イヴァノフ（Йордан Иванов / Yordan Ivanov）やヴァシル・ミコフ（Васил Миков / Vasil Mikov）らは、バタクが11世紀から13世紀にかけてのクマン人の集落ポトク（Potok）であったと考えている。

### オスマン帝国統治時代
オスマン帝国による数世紀におよぶ統治の間、多くのハイドゥク（hajduk）たちが、ブルガリア人への弾圧に対するトルコ人への復讐をした。その中には、Strahil Voivoda、Deli Arshenko Payaka、Gola Voda、Todor Banchev、Beyko、Yanko Kavlakov、Mityo Vranchevなどの人々がいた。この間の反乱組織の名前として、Haydushka Skala、Haydushka Polyana、Haydushko Kladenche（春）、Sablen Vrah（サブレ峰）、Karvav Chuchur（流血）などがあった。
民族復興時代、木材生産、交易、旅館運営などが発展した。住民が豊かになることで、教育は向上した。世俗の学校は1835年に開設され、聖ネデリャ聖堂は1813年に建造された。バタクからは、民族復興の中心となったリラ修道院で働いた建築家のヨシフ（Йосиф）、ニキフォル（Никифор）、キリル（Кирил）などの、民族復興の人物を輩出している。

### 4月蜂起とオスマン帝国の弾圧
バタクの人々は1876年の4月蜂起に加わった。バタクの人々は4月22日にヴォイヴォダのペトゥル・ゴラノフ（Петьр Горанов / Petar Goranov）の下、蜂起を起こした。4月30日、バタクはオスマン帝国軍やバシ・ボズク（bashi-bozouk）と呼ばれる非正規兵らに包囲された。戦闘は5日間に及んだ。最後の拠点は聖ネデリャ聖堂であった。
戦闘が終わると、5千人が虐殺されるバタクの虐殺が引き起こされ、町は焼き払われて灰となった。この蛮行のニュースは世界に知られるところとなった。事件を激しく非難する世論によって、ロシア帝国にとってはオスマン帝国に宣戦を布告しやすい環境となった。1887年1月20日、生き残ったバタクの人々は、バタクに進撃するロシア軍を熱烈に迎えた。

### 現代
今日、バタクは歴史的な遺産を多くのこす町として現代化され、リゾート・観光の地となっている。バタク水力発電所は5つのダムと3つの水力発電施設を持ち、1950年代に建造された。多くのレストハウス、観光施設、ヴィラなどがバタク・ダムのほとりに立ち並んでいる。

## バタクにちなむもの
南極大陸のサウス・シェトランド諸島、スミス島（Smith Island）にあるバタク岬（Batak Point）は、バタクにちなんで命名された。

## 町村
バタク基礎自治体（Община Пещера）には、その中心であるバタクをはじめ、以下の町村（集落）が存在している。
- Батак
- Нова махала

- Фотиново